# Ernst Haeckel
Ernst Haeckel (Potsdam, 16. veljače 1834. – Jena, 9. kolovoza 1919.), njemački zoolog i filozof-prirodoslovac.
Bio je profesor zoologije na sveučilištu u Jeni, istaknuti i borbeni Darwinov sljedbenik. Dao je niz izvornih monografija o morskim beskralježnicima. Postavio je teoriju gastreje, formulirao biogenetski zakon. Zacrtao je prve genealogije životinjskog carstva i postavio teoriju o nastanku života iz nežive tvari. Popularizator je evolucijske teorije. Poznat je osnivač ekologije koju je definirao kao ekonomiju prirode, istraživanje totalnih odnosa organizama prema organskoj i neorganskoj okolini i kao učenje o kompleksnim međuodnosima koji su uvjet borbe za opstanak. 
Ernst Haeckel je nacrtao i u knjizi „Umjetnički oblici prirode“ (njem. Kunstformen der Natur) objavio preko 100 detaljnih ilustracija (u boji) različitih životinja i morskih organizama. 
Kad se citira doprinos Ernsta Haeckela botaničkom imenu, rabi se kraticu Haeckel.
Malo je poznato da je neko vrijeme živio u Hrvatskoj. Bilo je to 1871. godine. Iako je za ono doba bio nadkrivovjernikom, nadheretikom zbog svojih darvinističkih i inih stavova, boravio je u katoličkom samostanu na Hvaru, družeći se sa starim opatom koji je bio veseljak.

## Galerija knjige Ernsta Haeckela "Umjetnički oblici prirode"
- Discomedusae
- Siphonophorae
- Tetracoralla
- Ostraciontes